# Jason Miller
Jason Miller (født John Anthony Miller, Jr.; 22. april 1939, død 13. maj 2001) var en amerikansk skuespiller og dramatiker. Han modtog Pulitzer-prisen for drama i 1973 for sit skuespil That Championship Season og blev anerkendt for sin rolle som far Damien Karras i gyserfilmen Eksorcisten i 1973, en rolle, han gentog i Eksorcisten III. Han blev senere kunstneriskleder af Scranton Public Theatre i Scranton, Pennsylvania, hvor That Championship Season blev opsat.